# دان وينشتاين
دان وينشتاين (بالإنجليزية: Dan Weinstein)‏ هو متزلج على مسار قصير أمريكي، ولد في 4 فبراير 1981 في بوسطن في الولايات المتحدة.

## وصلات خارجية
- دان وينشتاين على موقع SpeedSkatingBase.eu (الإنجليزية)
- دان وينشتاين على موقع SpeedSkatingNews.info (الإنجليزية)
- دان وينشتاين على موقع SpeedSkatingStats.com (الإنجليزية)
- دان وينشتاين على موقع ShortTrackOnLine.info (الإنجليزية)
- دان وينشتاين على موقع اللجنة الأولمبية الدولية (الإنجليزية)
- دان وينشتاين على موقع أوليمبيديا (الإنجليزية)